# Pero (insecto)
Pero es un género de polillas de la familia Geometridae del Nuevo Mundo.
Tienen una envergadura de 35 a 48 mm. Se alimentan de plantas de las familias Pinaceae, Rosaceae, Fabaceae, Asteraceae y otras.

## Especies
- Pero aeniasaria (Walker, 1860)
- Pero ancetaria (Hübner, 1806)
- Pero astapa (Druce, 1892)
- Pero behrensaria (Packard, 1871)
- Pero catalina Poole, 1987
- Pero flavisaria (Grossbeck, 1906)
- Pero gigantea (Grossbeck, 1910)
- Pero hoedularia (Guenée, 1857)
- Pero honestaria (Walker, 1860)
- Pero hubneraria (Guenée, 1857)
- Pero inviolata (Hulst, 1898)
- Pero macdunnoughi (Cassino & Swett, 1922)
- Pero meskaria (Packard, 1876)
- Pero mizon (Rindge, 1955)
- Pero modesta (Grossbeck, 1910)
- Pero modestus Grossbeck, 1910
- Pero morrisonaria (H. Edwards, 1881)
- Pero muzoides Herbulot, 2002
- Pero nerisaria (Walker, 1860)
- ?Pero obfuscata (Warren, 1894)
- Pero occidentalis (Hulst, 1896)
- Pero pima Poole, 1987
- Pero polygonaria (Herrich-Schäffer, [1855])
- Pero radiosaria (Hulst, 1886)
- Pero rectisectaria (Herrich-Schäffer, [1855])
- Pero spongiata (Guenée, 1857)
- Pero zalissaria (Walker, 1860)